# Cyrtopogon pyrenaeus
Cyrtopogon pyrenaeus är en tvåvingeart som beskrevs av Villeneuve 1913. Cyrtopogon pyrenaeus ingår i släktet Cyrtopogon och familjen rovflugor. Inga underarter finns listade i Catalogue of Life.